# Estuaire vaart

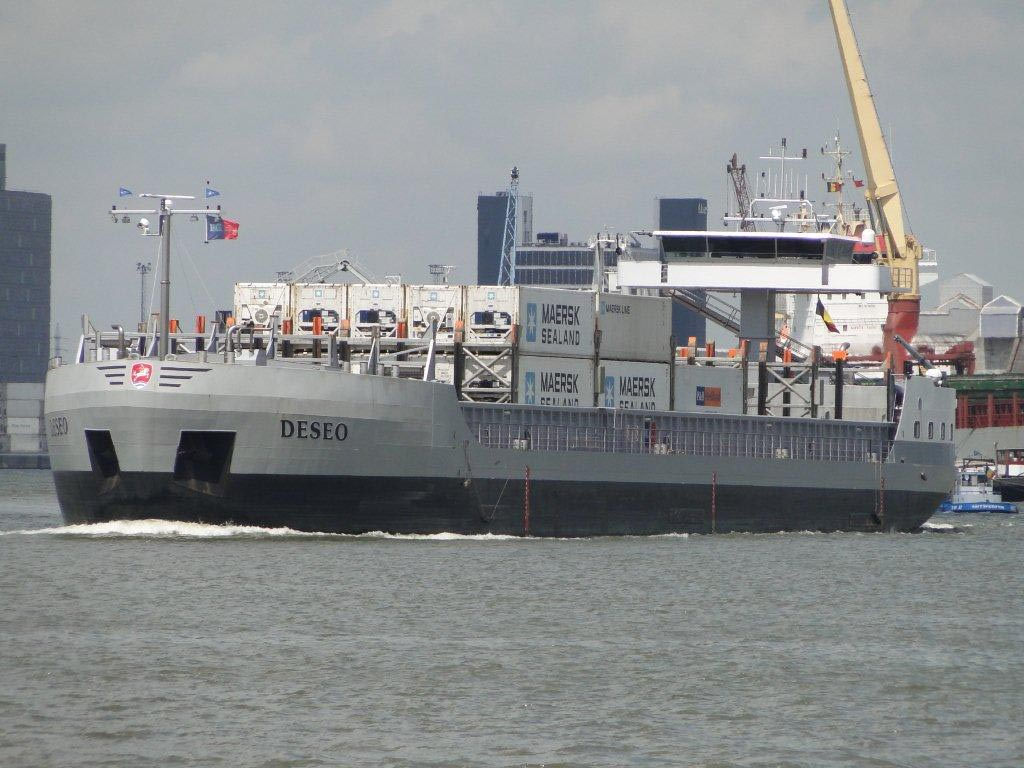
De DESEO in de estuaire vaart

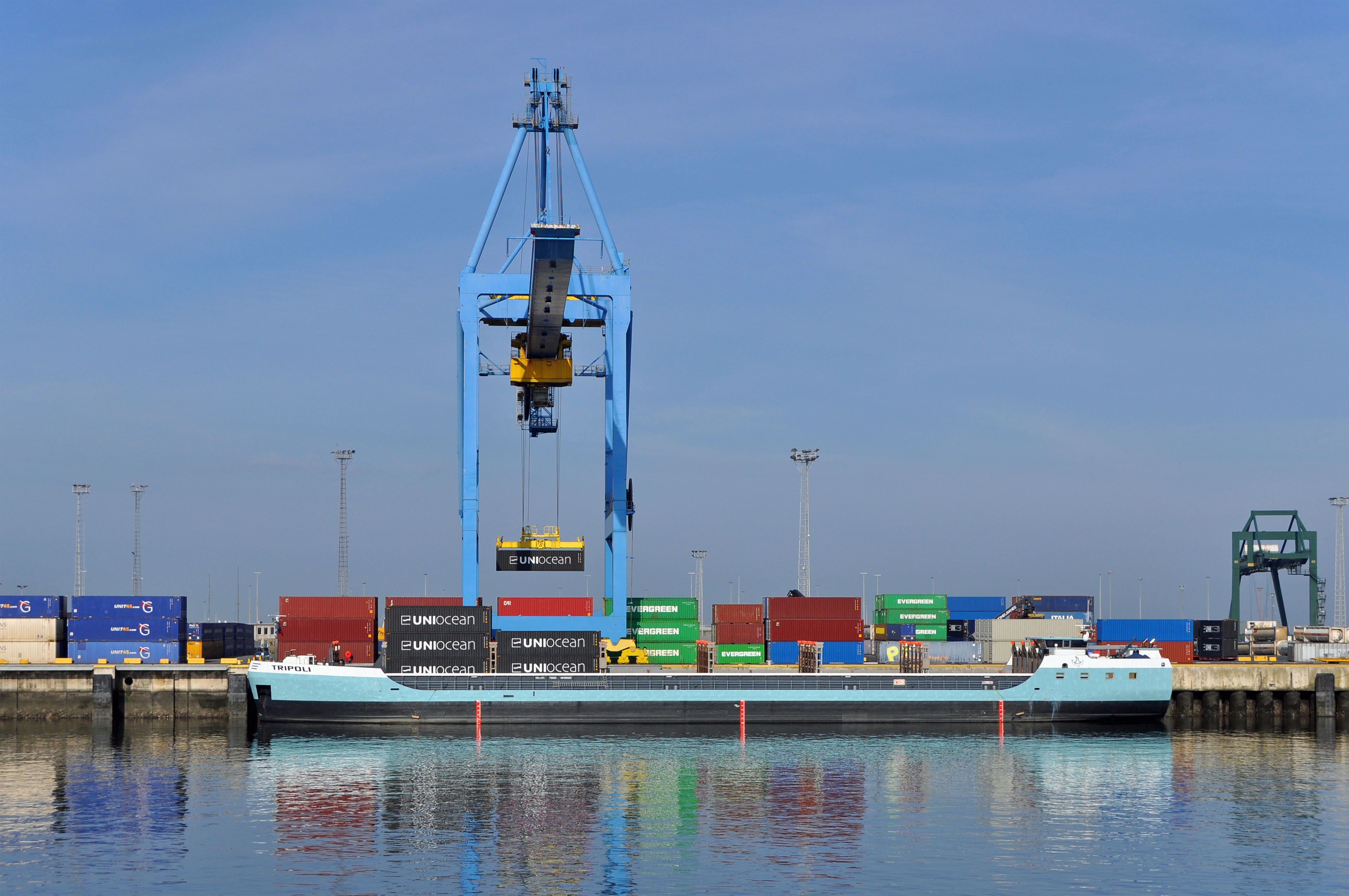
Het lossen van containers uit de TRIPOLI in de haven van Zeebrugge

Met estuaire vaart wordt bedoeld het varen met versterkte binnenschepen over de Noordzee, en wel specifiek langs de kust van België, op de route tussen Belgische havens van Oostende en Zeebrugge en de monding van de Westerschelde. Daar is zulk binnenvaartverkeer over zee toegestaan sinds 2007 en diverse schepen zijn ervoor geschikt (gemaakt).

## Aanleiding
De hoofdreden om dit vervoer met speciaal aangepaste binnenschepen (met hoger veiligheidsniveau) toe te staan is, dat de Vlaamse zeehavens weliswaar over water met het binnenland zijn verbonden, maar met vaarwegen die volstrekt onvoldoende capaciteit hebben voor het moderne Europese hoofdvaarwegennet.
Het vervoer van het toenemend aantal containers over de weg van en naar de nieuwe containerterminal van Maersk aan het Albert II-dok stuitte op steeds meer bezwaar. Het alternatief, vervoer over water, zorgde voor problemen met het wegverkeer. De bruggen over de Ringvaart rond het stadscentrum van Brugge zijn te laag en moesten te vaak open, met de nodige verkeersproblemen op de parallel lopende stadsring als gevolg. Een verbetering van het bestaande kanaal Gent-Oostende door het verhogen van de bruggen of de bouw van nieuwe is technisch niet mogelijk. Dan zou een deel van de stad Brugge afgebroken moeten worden en dat is maatschappelijk niet haalbaar.

## Volume
Men spreekt over een uiteindelijk jaarlijks volume van 790.000 TEU via de estuaire vaart naar het binnenland en het Rijngebied (2007). Dat komt overeen met een jaarlijkse trafiek van 500.000 vrachtwagens of ruim 9000 traditionele binnenschepen door Brugge.

## Geschikte schepen

### Containerschepen
- Stecy, 250 TEU
- Amberes, 420 TEU - ENI-nummer 06000249
- Deseo, 450 TEU - ENI-nummer 06105015, gebouwd in Astrakan, 110 x 17,10 meter, diepgang vol beladen 4 meter
- Tripoli, 450 TEU - ENI-nummer 06105023, een zusterschip van de Deseo.
- Polybotes, 200 TEU - ENI-nummer 06004003

### Tankers
- Mozart - ENI-nummer 06105337, 86m x 12m, 1765 ton
- New Jersey - ENI-nummer 06004191, 100m × 15m, 2455 ton
- Breitling - ENI-nummer 06004182, 110m x 14m, 2332 ton
- Texas - ENI-nummer 06004033, 110m x 14m, 2011 ton
- Montana - ENI-nummer 06105279, 121m x 10m, 2500 ton
- Inventory - ENI-nummer 06105311, 110m x 12m, 2497 ton
- Odyssee - ENI-nummer 06105667, 110m x 11,45m, 2267 ton
- Monteverdi - ENI-nummer 06105698, 110m x 13,50m, 2050 ton

## Binnenvaartlijndiensten vanaf Zeebrugge
Anno 2010 worden 4 lijndiensten met binnenschepen onderhouden.
- Zeebrugge - Weil (alleen containers)
- Zeebrugge - Maxau - Ludwigshafen (opvaart pulp, afvaart containers)
- Container shuttledienst Zeebrugge, Gent, Terneuzen, Antwerpen, Willebroek, Meerhout
- Zeebrugge - Neuss/Duisburg. Containers donderdag vanuit Zeebrugge en op zaterdag vanuit Neuss (NIT) en Duisburg (DeCeTe).[2]

Met roroschepen wordt het estuaire vervoer van auto's mogelijk gemaakt.